# Jăltika, Kărdjali
Jăltika (în bulgară Жълтика) este un sat în comuna Djebel, regiunea Kărdjali,  Bulgaria. 

## Demografie
Componența etnică a satului Jăltika
     Turci (97,67%)
     Nicio identificare (2,32%)
     Altele (0%)
La recensământul din 2011, populația satului Jăltika era de 43 locuitori. Din punct de vedere etnic, majoritatea locuitorilor (97,67%) erau turci. Pentru 2,32% din locuitori nu este cunoscută apartenența etnică.